# اسکودتو

نماد اسکودتو فوتبال ایتالیا

اسکودتو (ایتالیایی: Scudetto) در ایتالیایی به معنای سپر کوچک است. پس از تأیید فدراسیون فوتبال ایتالیا در سال ۱۹۲۴ و فدراسیون راگبی ایتالیا در سال ۱۹۲۸، این نشان بر روی لباس تیم قهرمان فصل سری آ و لیگ راگبی به مدت یکسال قرار می‌گیرد.
اسکودتو در سال ۱۹۲۰ ابداع شد و در لیگ ملی استفاده می‌شد و پس از تشکیل سری آ در سال ۱۹۲۹، به این لیگ هم تعمیم داده شد. نخستین بار تیم جنوا با نشان اسکودتو فصل را آغاز کرد.

## ریشه‌ها

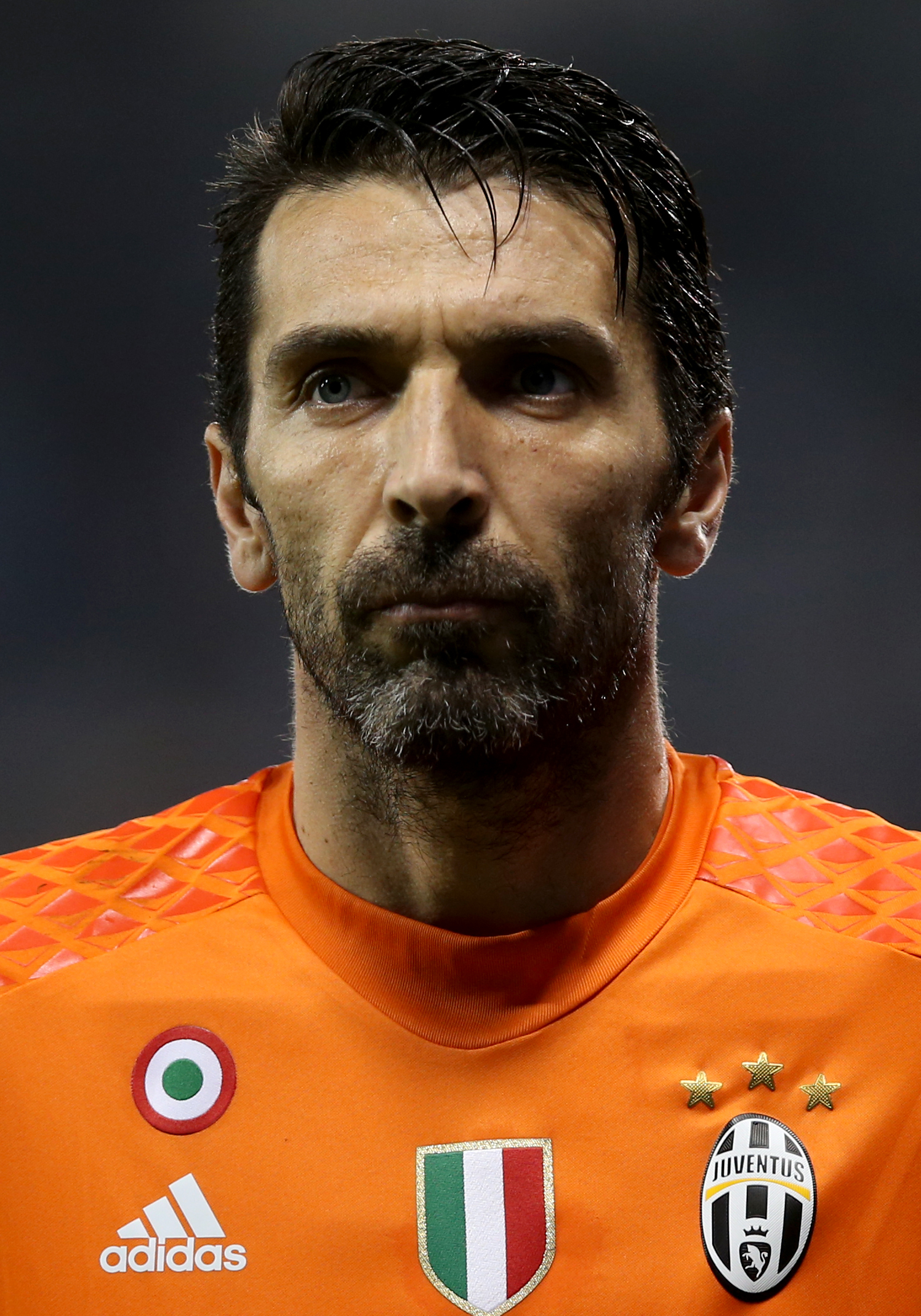
اسکودتو (نشان وسط) در لباس جانلوئیجی بوفون در سال ۲۰۱۶

منابع به‌طور کلی موافق هستند که شاعر و نمایشنامه نویس ایتالیایی گابریله دانونزیو مخترع اسکودتو بود. در جوانی، دانونزیو از علاقمندان به فوتبال بود. در سال ۱۸۸۷، او یک توپ فوتبال چرمی را در لندن از همان تولیدکننده ای که لیگ فوتبال را تأمین می‌کرد، خریداری کرد و اغلب با دوستانش در سواحل زادگاهش پسکارا بازی می‌کرد.
در سال ۱۹۲۰، شهر رییکا (که اکنون در کرواسی است) از اتریش-مجارستان سابق به ایتالیا ضمیمه شد. پس از این رویداد، دانونزیو پیشنهاد کرد که تیم فوتبال محلی در حمایت از حاکمیت ایتالیا، بر فراز شهر یک سپر سه رنگ سبز، سفید و قرمز به اهتزاز درآورد.
در ۱۹۲۴, فدراسیون فوتبال ایتالیا تصویب کرد به احترام به مدافع قهرمانی، تیمی که فصل قبل قهرمان شده اجازه یابد تا اسکودتو را روی پیراهن خود درج کند. قهرمانی اتحادیه راگبی ایتالیا از سال ۱۹۲۸ این عمل را آغاز کرد و دومین لیگی شد که اسکودتو را در پیراهن تیم مدافع قهرمانی به تصویب رساند. از آن زمان، اسکودتو به سمبل مدافعان قهرمانی هر لیگ ورزشی در ایتالیا تبدیل شده است.
در کشورهای دیگری نظیر فدراسیون فوتبال پرتغال و فدراسیون فوتبال ترکیه از این حرکت الگوبرداری شده است.